# Serafino Amabile Guastella

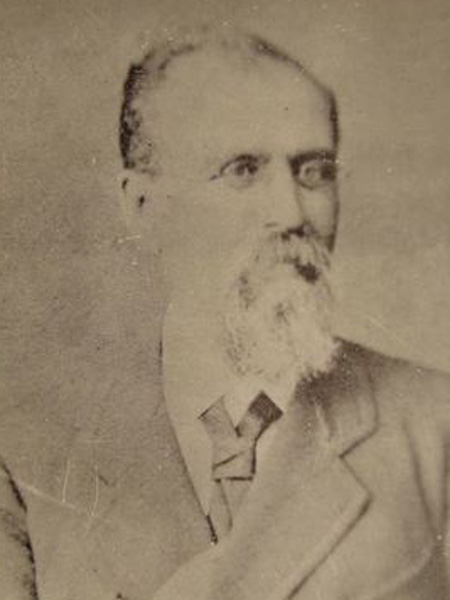
Serafino Amabile Guastella (1819-1899)

Serafino Amabile Guastella (Chiaramonte Gulfi, 1819 – Chiaramonte Gulfi, 1899) è stato un etnologo italiano, uno dei più attenti studiosi di tradizioni popolari siciliane.

## Biografia
Il barone Serafino Amabile Guastella nacque in una famiglia dell'aristocrazia di provincia, nell'allora Circondario di Modica, in Provincia di Siracusa.
A lungo insegnò presso il Ginnasio di Modica, poi Liceo classico Tommaso Campailla.
Da studioso esaminò dell'uomo siciliano gli usi, le superstizioni, la miseria, la fatica, le precarietà, mettendone in risalto la saggezza.
Esordì nel 1841 con La religione del cuore, romanze e melodie. Dal 1860 diresse un periodico, Fra Rocco , scritto interamente da lui, ma dopo appena un anno l'esperimento fallì.
Quella che si considera l'opera maggiore del Guastella vide la luce nel 1884: si tratta di una raccolta in prosa intitolata Le parità e le storie morali dei nostri villani, definita da Leonardo Sciascia "ritratto di una condizione umana non indegna di figurare accanto a I Malavoglia".
Il complesso dei suoi scritti ha influenzato l'opera di Dario Fo e Italo Calvino 

## Opere
- La religione del cuore, romanze e melodie (Palermo, 1841)
- Fra Rocco (periodico, 1860 - 1862)
- Dei ginnasii di Sicilia e dei metodi più opportuni (Modica, 1863)
- Canti popolari del circondario di Modica (Modica, 1876), su archive.org.
- L'antico carnevale nella contea di Modica (1877), su archive.org.
- Vestru (Ragusa, 1882)
- Scene del Popolo Siciliano (1882)
- Discorso in morte del Dottor Antonio Iannizzotto (1883)
- Le Parità e le storie morali dei nostri villani (1884)
- Due mesi in polisella (1869 - 1875 ma pubblicato solo nel 2000)
- Padre Leonardo (1885)